# 朱拉查里烏帕齊拉
朱拉查里乌帕齐拉是孟加拉国蘭加馬蒂縣的一个乌帕齐拉，位於吉大港专区的蘭加馬蒂縣。。

## 人口
據1991年孟加拉國人口普查，朱拉查里共有戶數2,412戶，人口11621人。其中男性佔比52.16%，女性佔比47.84%；成年人口6,158人。該地7歲以上人口之平均識字率為23.4%。